# Fran García
Pour les articles homonymes, voir García.
Fran José García Torres dit Fran García , né le 14 août 1999 à Bolaños de Calatrava en Espagne, est un footballeur international espagnol qui évolue au poste d'arrière gauche et milieu gauche au Real Madrid.

## Les débuts

### Premiers pas et débuts à la Castilla (2013-2020)
Né à Bolaños de Calatrava en Espagne, Fran García commence le football au Bolaños CF avant de rejoindre en 2013 le centre de formation du Real Madrid CF.
Le 6 décembre 2018, il joue son premier match en équipe première lors d'une rencontre de coupe d'Espagne face à l'UD Melilla. Il entre en jeu à la place de Dani Carvajal lors de cette rencontre remportée largement par son équipe par six buts à un.

### Prêt puis transfert définitif Rayo Vallecano (2020-2023)

#### Prêt au Rayo Vallecano (2020-2021)
Le 1er septembre 2020, il est prêté pour une saison au Rayo Vallecano, qui évolue alors en deuxième division espagnole. Il joue son premier match pour le Rayo le 13 septembre suivant, lors de la première journée de la saison 2020-2021 face au RCD Majorque. Titularisé, il se fait remarquer en délivrant une passe décisive pour Isi Palazón (en) sur le but vainqueur de son équipe (0-1 score final).
Lors de la journée suivante, le 19 septembre contre le CE Sabadell, il délivre à nouveau une passe décisive sur le but égalisateur de Santi Comesaña. Son équipe l'emporte finalement par deux buts à un. Il fait forte impression pour ses débuts, avec notamment ces deux passes décisives mais aussi par sa vitesse et sa qualité défensive. Il participe à la montée du club en première division, le Rayo étant promu à l'issue de cette saison.

#### Transfert définitif au Rayo Vallecano (2021-2023)
Le 13 juillet 2021, Fran García est recruté définitivement par le Rayo Vallecano. Il s'engage pour un contrat de quatre ans. Il découvre alors la Liga, jouant son premier match le 15 août 2021 face au Séville FC. Il est titulaire et son équipe s'incline par trois buts à zéro.
Au total, il comptabilise 121 matchs et marque 5 buts sous les couleurs du Rayo Vallecano.

### Retour au Real Madrid (depuis 2023)
Le 9 juin 2023, il effectue son retour au Real Madrid et s'engage pour 4 saisons pour un montant de 5 millions d'euros.

### En sélection
Fran García est sélectionné avec l'équipe d'Espagne des moins de 17 ans pour participer au championnat d'Europe des moins de 17 ans en 2016. Lors de ce tournoi organisé en Azerbaïdjan, il joue cinq matchs dont trois en tant que titulaire, au poste d'ailier gauche. Il se fait remarquer en marquant deux buts : le premier durant la phase de groupe contre l'Italie (victoire 4-2 des Espagnols) et le second en donnant la victoire à son équipe en quarts de finale face à l'Angleterre (1-0). L'Espagne se hisse jusqu'en finale, où García est titulaire, mais s'incline aux tirs au but contre le Portugal.
Fran García représente également les moins de 19 ans de 2017 à 2018. Il joue au total quatre matchs avec cette sélection.
Fran García joue son premier match avec l'équipe d'Espagne espoirs face au Kazakhstan le 13 octobre 2020. Il est titularisé et son équipe l'emporte sur le score de trois à zéro.

## Statistiques

### En club
| Saison                | Club                  | Championnat           | Championnat | Championnat | Championnat | Coupe(s) nationale(s) | Coupe(s) nationale(s) | Coupe(s) nationale(s) | Supercoupe | Supercoupe | Supercoupe | Compétition(s) continentale(s) | Compétition(s) continentale(s) | Compétition(s) continentale(s) | Compétition(s) continentale(s) | Coupe du monde des clubs | Coupe du monde des clubs | Coupe du monde des clubs | Autres compétitions | Autres compétitions | Autres compétitions | Autres compétitions | Total | Total | Total |
| Saison                | Club                  | Division              | M.          | B.          | P.d.        | M.                    | B.                    | P.d.                  | M.         | B.         | P.d.       | Comp.                          | M.                             | B.                             | P.d.                           | M.                       | B.                       | P.d.                     | Comp.               | M.                  | B.                  | P.d.                | M.    | B.    | P.d.  |
| 2018-2019             | Real Madrid Castilla  | Segunda B             | 32          | 0           | 2           | -                     | -                     | -                     | -          | -          | -          | -                              | -                              | -                              | -                              | -                        | -                        | -                        | -                   | -                   | -                   | -                   | 32    | 0     | 2     |
| 2019-2020             | Real Madrid Castilla  | Segunda B             | 27          | 1           | 1           | -                     | -                     | -                     | -          | -          | -          | -                              | -                              | -                              | -                              | -                        | -                        | -                        | -                   | -                   | -                   | -                   | 27    | 1     | 1     |
| Sous-total            | Sous-total            | Sous-total            | 59          | 1           | 3           | -                     | -                     | -                     | -          | -          | -          | -                              | -                              | -                              | -                              | -                        | -                        | -                        | -                   | -                   | -                   | -                   | 59    | 1     | 3     |
| 2018-2019             | Real Madrid           | Liga                  | -           | -           | -           | 1                     | 0                     | 1                     | -          | -          | -          | -                              | -                              | -                              | -                              | -                        | -                        | -                        | -                   | -                   | -                   | -                   | 1     | 0     | 1     |
| 2020-2021             | Rayo Vallecano        | La Liga2              | 41          | 1           | 3           | 2                     | 1                     | 0                     | -          | -          | -          | -                              | -                              | -                              | -                              | -                        | -                        | -                        | -                   | -                   | -                   | -                   | 43    | 2     | 3     |
| 2021-2022             | Rayo Vallecano        | Liga                  | 34          | 1           | 0           | 5                     | 0                     | 1                     | -          | -          | -          | -                              | -                              | -                              | -                              | -                        | -                        | -                        | -                   | -                   | -                   | -                   | 39    | 1     | 1     |
| 2022-2023             | Rayo Vallecano        | Liga                  | 38          | 2           | 3           | 2                     | 0                     | 0                     | -          | -          | -          | -                              | -                              | -                              | -                              | -                        | -                        | -                        | -                   | -                   | -                   | -                   | 40    | 2     | 3     |
| Sous-total            | Sous-total            | Sous-total            | 113         | 4           | 6           | 9                     | 1                     | 1                     | -          | -          | -          | -                              | -                              | -                              | -                              | -                        | -                        | -                        | -                   | -                   | -                   | -                   | 122   | 5     | 7     |
| 2023-2024             | Real Madrid           | Liga                  | 25          | 1           | 5           | 2                     | 0                     | 0                     | -          | -          | -          | C1                             | 4                              | 0                              | 1                              | -                        | -                        | -                        | -                   | -                   | -                   | -                   | 31    | 1     | 6     |
| 2024-2025             | Real Madrid           | Liga                  | 31          | 0           | 2           | 6                     | 0                     | 2                     | 1          | 0          | 0          | C1                             | 9                              | 0                              | 0                              | 4                        | 1                        | 1                        | CIC                 | 1                   | 0                   | 0                   | 52    | 1     | 5     |
| Sous-total            | Sous-total            | Sous-total            | 56          | 1           | 7           | 8                     | 0                     | 2                     | 1          | 0          | 0          | -                              | 13                             | 0                              | 1                              | 4                        | 1                        | 1                        | -                   | 1                   | 0                   | 0                   | 83    | 2     | 11    |
| Total sur la carrière | Total sur la carrière | Total sur la carrière | 228         | 6           | 16          | 18                    | 1                     | 4                     | 1          | 0          | 0          | -                              | 13                             | 0                              | 1                              | 4                        | 2                        | 1                        | -                   | 1                   | 0                   | 0                   | 265   | 9     | 22    |

### En sélection nationale
| Saison                | Sélection             | Phases finales             | Phases finales | Phases finales | Phases finales | Éliminatoires CDM | Éliminatoires CDM | Éliminatoires CDM | Éliminatoires EURO | Éliminatoires EURO | Éliminatoires EURO | Ligue Nations UEFA | Ligue Nations UEFA | Ligue Nations UEFA | Matchs amicaux | Matchs amicaux | Matchs amicaux | Total | Total | Total |
| Saison                | Sélection             | Compétition                | M              | B              | Pd             | M                 | B                 | Pd                | M                  | B                  | Pd                 | M                  | B                  | Pd                 | M              | B              | Pd             | M     | B     | Pd    |
| --------------------- | --------------------- | -------------------------- | -------------- | -------------- | -------------- | ----------------- | ----------------- | ----------------- | ------------------ | ------------------ | ------------------ | ------------------ | ------------------ | ------------------ | -------------- | -------------- | -------------- | ----- | ----- | ----- |
| 2022-2023             | Espagne               | Nations League Finals 2023 | 0              | 0              | 0              | -                 | -                 | -                 | -                  | -                  | -                  | -                  | -                  | -                  | -              | -              | -              | 0     | 0     | 0     |
| 2023-2024             | Espagne               | Euro 2024                  | -              | -              | -              | -                 | -                 | -                 | 2                  | 0                  | 0                  | -                  | -                  | -                  | -              | -              | -              | 2     | 0     | 0     |
| Total sur la carrière | Total sur la carrière | Total sur la carrière      | 0              | 0              | 0              | -                 | -                 | -                 | 2                  | 0                  | 0                  | -                  | -                  | -                  | -              | -              | -              | 2     | 0     | 0     |

## Palmarès

### En club
Real Madrid
- Championnat d'Espagne
  - Vainqueur : 2024
- Ligue des champions
  - Vainqueur : 2024
- Coupe Intercontinentale de la FIFA
  - Vainqueur : 2024

### En sélection
Espagne
- Ligue des nations
  - Vainqueur : 2023